# 757
757 (DCCLVII) var ett normalår som började en söndag i den julianska kalendern.

## Händelser

### Maj
- 29 maj – Sedan Stefan II har avlidit den 26 april väljs Paulus I till påve.

### Okänt datum
- När Æthelbald dör efterträds han som kung av Mercia av Beornred. Denne dör dock redan samma år och efterträds i sin tur av Offa, som inleder förbindelser med kejsar Karl den store och påven.

## Födda
- Hisham I, emir av Córdoba.

## Avlidna
- 26 april – Stefan II, påve sedan 752.
- Æthelbald, kung av Mercia sedan 716.
- Beornred, kung av Mercia sedan Æthelbalds död.